# Ciclismo ai Giochi della XXVIII Olimpiade - Corsa in linea femminile
La Corsa in linea femminile dei Giochi della XXVIII Olimpiade fu corsa il 15 agosto ad Atene, in Grecia, ed affrontò un percorso totale di 105,6 km. Fu vinta dall'australiana Sara Carrigan, che terminò la gara in 3.24′24".
Alla gara presero parte 67 atlete, di cui 56 giunsero al traguardo.

## Ordine d'arrivo
Nota: DNF ritirato, DNS non partito, DSQ squalificato
| Pos. | Corridore                   | Squadra       | Tempo    |
| ---- | --------------------------- | ------------- | -------- |
| 1    | Sara Carrigan               | Australia     | 3h24′24" |
| 2    | Judith Arndt                | Germania      | a 7"     |
| 3    | Ol'ga Sljusareva            | Russia        | a 29"    |
| 4    | Oenone Wood                 | Australia     | s.t.     |
| 5    | Nicole Cooke                | Gran Bretagna | s.t.     |
| 6    | Mirjam Melchers             | Paesi Bassi   | a 32"    |
| 7    | Joane Somarriba             | Spagna        | s.t.     |
| 8    | Kristin Armstrong           | Stati Uniti   | s.t.     |
| 9    | Edita Pučinskaitė           | Lituania      | a 36"    |
| 10   | Jeannie Longo               | Francia       | a 59"    |
| 11   | Susan Palmer-Komar          | Canada        | a 1'13"  |
| 12   | Olivia Gollan               | Australia     | a 1'18   |
| 13   | Noemi Cantele               | Italia        | s.t.     |
| 14   | Anita Valen                 | Norvegia      | s.t.     |
| 15   | Christine Thorburn          | Stati Uniti   | s.t.     |
| 16   | Deirdre Demet-Barry         | Stati Uniti   | s.t.     |
| 17   | Joanne Kiesanowski          | Nuova Zelanda | s.t.     |
| 18   | Priska Doppmann             | Svizzera      | s.t.     |
| 19   | Zinaida Stahurskaja         | Bielorussia   | s.t.     |
| 20   | Miho Oki                    | Giappone      | s.t.     |
| 21   | Sharon Vandromme            | Belgio        | s.t.     |
| 22   | Rachel Heal                 | Gran Bretagna | s.t.     |
| 23   | Iryna Chuzhynova            | Ucraina       | s.t.     |
| 24   | Christiane Soeder           | Austria       | s.t.     |
| 25   | Trixi Worrack               | Germania      | s.t.     |
| 26   | Tatiana Guderzo             | Italia        | s.t.     |
| 27   | Malgorzata Wysocka          | Polonia       | s.t.     |
| 28   | Barbara Heeb                | Svizzera      | s.t.     |
| 29   | Rasa Polikevičiūtė          | Lituania      | s.t.     |
| 30   | Manon Jutras                | Canada        | s.t.     |
| 31   | Jolanta Polikevičiūtė       | Lituania      | s.t.     |
| 32   | Edwige Pitel                | Francia       | a 4'15   |
| 33   | Susanne Ljungskog           | Svezia        | s.t.     |
| 34   | Eneritz Iturriagaechevarria | Spagna        | s.t.     |
| 35   | Evelyn García               | El Salvador   | s.t.     |
| 36   | Nataliya Kachalka           | Ucraina       | s.t.     |
| 37   | Giorgia Bronzini            | Italia        | s.t.     |
| 38   | Nicole Brändli              | Svizzera      | s.t.     |
| 39   | Zul'fija Zabirova           | Russia        | s.t.     |
| 40   | Sonia Huguet                | Francia       | a 6'06   |
| 41   | Miyoko Karami               | Giappone      | s.t.     |
| 42   | Bogumila Matusiak           | Polonia       | a 7'31   |
| 43   | Valentyna Karpenko          | Ucraina       | a 9'11   |
| 44   | Zhang Yunjuan               | Cina          | s.t.     |
| 45   | Volha Hayeva                | Bielorussia   | s.t.     |
| 46   | Belem Guerrero              | Messico       | s.t.     |
| 47   | Zhang Junying               | Cina          | s.t.     |
| 48   | Lene Byberg                 | Norvegia      | s.t.     |
| 49   | Madeleine Lindberg          | Svezia        | s.t.     |
| 50   | Maria Dolores Molina        | Guatemala     | a 16'19  |
| 51   | Han Song-Hui                | Korea del Sud | s.t.     |
| 52   | Martina Růžičková           | Rep. Ceca     | s.t.     |
| 53   | Linn Torp                   | Norvegia      | s.t.     |
| 54   | Janildes Fernandes          | Brasile       | s.t.     |
| 55   | Anriette Schoeman           | Sudafrica     | s.t.     |
| 56   | Michelle Hyland             | Nuova Zelanda | s.t.     |
| DNF  | Angela Brodtka              | Germania      | -        |
| DNF  | Svetlana Bubnenkova         | Russia        | -        |
| DNF  | Teodora Ruano               | Spagna        | -        |
| DNF  | Anouska van der Zee         | Paesi Bassi   | -        |
| DNF  | Lyne Bessette               | Canada        | -        |
| DNF  | Leontien van Moorsel        | Paesi Bassi   | -        |
| DNF  | Camilla Larsson             | Svezia        | -        |
| DNF  | Sara Symington              | Gran Bretagna | -        |
| DNF  | Melissa Holt                | Nuova Zelanda | -        |
| DNF  | Lada Kozlíková              | Rep. Ceca     | -        |
| DNF  | Maaris Meier                | Estonia       | -        |